# 尤尼昂敦 (印地安納州傑克遜縣)
尤尼昂敦（英語：Uniontown）是位於美國印地安納州傑克遜縣的一個非建制地區。該地的面積和人口皆未知。